# Chiến Thắng, An Lão (Hải Phòng)
Chiến Thắng là một xã thuộc huyện An Lão, thành phố Hải Phòng.

## Địa danh
Đầu thế kỷ 19, tổng Cao Mật (高密總) thuộc huyện An Lão (安老縣), gồm các xã Cao Mật, Kim Côn, Côn Lĩnh, Mông Tràng Thượng, Mông Tràng Hạ, Phương Lạp, Tôn Lộc và Cốc Tràng (高密, 今崑, 崑嶺, 蒙場上, 蒙場下, 方粒, 尊祿, 谷場.
Từ tháng 6/1946, 7 xã thuộc tổng Cao Mật cũ được nhập thành 2 xã: Cảnh Hưng (gồm: Mông Tràng Hạ, Phương Lạp, Tôn Lộc và Cốc Tràng) và Kim Lĩnh Thượng (gồm: Cao Mật, Kim Côn, Côn Lĩnh, Mông Tràng Thượng).
Sau trận binh biến Đồn Khuể thắng lợi (đêm 25 rạng 26/9/1949), Cảnh Hưng và Kim Lĩnh Thượng nhập lại thành một xã mang tên mới: Chiến Thắng từ 05/10/1950.
Khi An Lão nhập với Kiến Thụy thì Chiến Thắng thuộc huyện An Thụy (04/6/1969-05/3/1980), có thời kỳ thuộc huyện Kiến An (3/1980-08/8/1988) rồi quay lại thuộc An Lão như cũ (Quyết định số 100-HĐBT ngày 08/8/1988 của Hội đồng Bộ trưởng)

## Điều kiện tự nhiên
Chiến Thắng là xã xa nhất nằm phía Đông Nam của huyện An Lão; Bắc giáp Tân Viên (ranh giới là sông Đa Độ), Mĩ Đức, Đông giáp An Thọ; Nam, Tây Nam giáp sông Văn Úc (bên kia là địa phận các xã Quang Phục, TT Tiên Lãng, Quyết Tiến, Tân Tiến, Tự Dương của huyện Tiên Lãng), Tây Bắc giáp xã Tân Viên. Diện tích 882,86 ha, dân số 6.018 người (2006), chia làm 7 thôn: Cốc Tràng, Tôn Lộc, Phương Hạ, Mông Thượng, Côn Lĩnh, Kim Côn, Tân Thắng và khu dân cư Bến Khuể.
Con đường nối Kiến An sang Tiên Lãng cắt ngang xã theo hướng Đông Bắc-Tây Nam hợp với con đê ven sông và đường dọc xã với ngã tư tại Quán Hương tạo hình chữ Vu (千) là huyết mạch chính trong xã.

## Dân cư và tình hình xã hội
Cư dân chủ yếu là thuần nông, trình độ dân trí chưa. Có thời gian xã là điểm nóng về an ninh, chính trị của thành phố, đặc biệt tại khu phà Bến Khuể khi chưa có quốc lộ 10, thường xuyên xảy ra nạn cướp giật, móc túi, trộm cắp và xã Chiến Thắng trở thành "điểm nóng" về mất trật tự an toàn xã hội. Hệ thống chính trị cơ sở gần như tê liệt. Người dân mất lòng tin với cán bộ, thường kéo lên Trung ương khiếu kiện, khiến tình hình an ninh địa phương rất phức tạp kéo theo các chỉ tiêu phát triển kinh tế, xã hội của xã luôn yếu kém. Những năm cuối thế kỉ, nhờ chủ trương đúng, nhiều người tuy không li hương nhưng li nông đi làm ăn nơi khác, đem lại những đổi thay cho xóm làng. Xe Công nông mang hiệu Chiến Thắng đóng tại Kiến An giúp nhiều vùng quê giải phóng được sức lao động trong những năm đó. Đồng thời, chiến thắng đó vươn lớn trở thành điểm sáng về phong trào chuyển dịch cơ cấu cây trồng ở Hải Phòng với nghề trồng cây cảnh. Trong xã có Chùa Tôn Lộc được công nhận là di tích bởi quyết định số 3025 /QĐ - UB ngày 30/10/2001 của UBND thành phố.
Vào thế kỷ 17 dân cư vùng này còn thưa, nhiều bãi bồi trong và ngoài đê chưa được khai phá, chủ yếu là nơi sống của cói, lăn, cỏ lác, cây bần, cây sú. Do chính sách ruộng đất, chế độ hà khắc thời Lê Trịnh và do thiên tai mà nông dân nhiều nơi mất ruộng, phải phiêu dạt đi khắp nơi. Trong số những cư dân từ nơi khác phiêu dạt đến sinh cơ, lập nghiệp thời đó tại Cao Mật có Thượng tổ họ Lương và họ Phạm. Lớp người này đã tạo ra con sông đào, lấp chỗ trũng, thau chua, rửa mặn cải tạo bãi sú, vẹt thành ruộng, thành vườn; bồi đất, trồng tre, làm nhà nên làng, nên xóm. Sau nhiều thế hệ, con cháu họ cùng với những gia đình họ Đặng, họ Mai... ở trước ngày một đông hình thành nên một vùng quần cư bên Tả ngạn sông Văn Úc, bên kia là địa phận Tiên Lãng.
Trong xã có nơi không gọi thôn làng mà gọi là khu dân cư. Đó là Bến Khuể. Trong lịch sử, do sự biến động của thời cuộc (đặc biệt là cuộc di cư sau 1954), do điều động của nhà nước (khai hoang những năm 1962-1971), do tổ chức phân công…nên nhiều người đã rời quê ra đi lập nghiệp ở cả Bắc, Trung, Nam theo từng đợt hay đi lẻ từng hộ. Đồng thời một số người nơi khác đến Bến Khuể lấp lầy, lấn sông, đến Kim Côn khai ruộng bỏ hóa để kiếm kế sinh nhai lập nghiệp. Có thời gian (những năm 1979-1984) Bến Khuể nổi tiếng phức tạp bởi những hảo hán miền quê tranh giành lãnh địa tập kết cát, sỏi, than phục vụ xây dựng hay tranh giành thị phần buôn bán đầu bến phà. Sau này đây không thành xóm mà được gọi là "khu dân cư".

## Sông ngòi
Văn Úc dài 43 km, gắn với vùng đất này đi vào câu ca: "Kiến An có núi Ông Voi, có sông Văn Úc, có Đài Thiên văn". Đó là một trong 16 con sông ngòi của Hải Phòng, là chi lưu của sông Thái Bình, dài 36 km và là đường thủy quan trọng nối liền Hải Phòng với các tỉnh qua Sông Mía; đồng thời là ranh giới Hải Phòng-Hải Dương và An Lão-Tiên Lãng. Từ nơi giáp ranh Chiến Thắng với Tân Viên, Văn Úc tách ra một nhánh thành sông Đa Độ, chảy qua huyện An Lão và huyện Kiến Thụy rồi lại đổ vào sông Văn Úc ở gần cửa Vạn Úc, trước khi ra biển tại vịnh Bắc Bộ. Cửa sông Văn Úc đổ ra biển ở phía Nam xã Đại Hợp, huyện Thủy Nguyên (giữa cửa Nam Triệu và cửa sông Thái Bình) được gọi là cửa Đại Bàng mở ra biển giữa một bên là sông Văn Úc và một bên là cống Họng, đầu thế kỷ 20, thuyền bè lớn còn qua lại dễ dàng. Dòng sông chở phù sa ra biển, góp phần tạo ra những bãi sông màu mỡ, những vùng triều mênh mông, tiềm năng nuôi trồng thủy sản, đa dạng sinh thái cho khu vực hai bên sông và cửa biển. Bãi bơn phía ngoài chân đê có thời trồng cói, các thửa ruộng trong đê có lúc trồng thuốc lào (tương tư thảo) song chưa bao giờ thành sản vật chính, là mũi nhọn của địa phương. Nằm kẹp giữa chợ Thái trên đường ra Kiến An và chợ Đôi trên đường vào Tiên Lãng nên không có chợ lại thuần nông do vậy là vùng quê nghèo.
Con đường cái quan nối từ Kiến An sang Tiên Lãng cắt đôi xã. Nhận ra vị trí xung yếu của điểm giao cắt thủy – bộ này mà từ xưa chính quyền phong kiến đã lập Văn Úc tả đồn, Văn Úc hữu đồn; thời Pháp cho xây lô cốt hai bên bến khá chắc chắn ngay sát phía trong chân đê. Con phà Khuể nối An Lão với Tiên Lãng ngày xưa còn gọi là phà "khổ". Sáng ngày 20 tháng 10 năm 2007, tại khu vực phà Khuể (phía bờ Tiên Lãng), ban quản lý Dự án cầu Hải Phòng đã tổ chức lễ khởi công xây dựng cầu Khuể.